# Moab Caldas
Moab Caldas (? — 20 de agosto de 1996) foi um político, jornalista e líder umbandista brasileiro.
Moab Caldas era natural do estado de Alagoas, mas se mudou para o Rio Grande do Sul ainda jovem. De família de militares, Moab cedo teve contato com as religiões mediúnicas e se tornou adepto da Umbanda, religião tipicamente brasileira que tem influências do catolicismo, espiritismo e das religiões africanas. Em meados da década de 1950, juntamente com outros líderes religiosos, Moab formou a “Corrente de Aço”, grupo que tinha por objetivo unir as casas de religiões espiritualistas (ou mediúnicas) no Rio Grande do Sul. Ele também tinha um programa chamado “A Voz da Umbanda” na Rádio Princesa, dedicado a estes grupos religiosos. 
Foi eleito, em 3 de outubro de 1958, deputado estadual, pelo PSD, para a 40ª Legislatura da Assembleia Legislativa do Rio Grande do Sul, de 1959 a 1963. Conseguiu se reeleger como suplente em 1963, agora pela legenda do PTB, e cumpriu seu segundo mandato até o fim, em 1967.
Em seu terceiro mandato consecutivo, Moab Caldas foi cassado pelo Ato Institucional nº 5, em 1969, junto com outros deputados do MDB, partido para o qual migrou após o fim do pluripartidarismo, imposto pelo governo Militar do período.
Durante seu período como deputado estadual, ele fez críticas à relação do Estado brasileiro com a Igreja católica, e se posicionava contra a obrigatoriedade das escolas públicas ofertarem Ensino Religioso aos alunos. Também discursava em favor de pautas sociais como ampliação de vagas nas escolas, auxílio para hospitais e sanatórios, além de propor soluções para diminuir a mendicância e a prostituição no estado.